# 沖樹莉亜
沖 樹莉亜（おき じゅりあ、1986年1月5日 - ）は、日本のファッションモデル、デザイナー。東京都出身。

## 略歴
- 元プロ野球選手（日本ハム）、前愛媛マンダリンパイレーツ（四国アイランドリーグplus）監督・沖泰司の長女[1]。
- 2003年に鈴木えみとのユニット『ジュエミリア』としてCDデビューした。
- 2005年、ブラジル留学のため活動を休止したが、帰国後モデルの仕事を再開。
- 2008年から3代目“しあわせマチ子さん”として日産 マーチ コレットのTV-CMに自身でデザインした水玉模様のウエディングドレスで登場している[2][3]。
- 2008年6月、ベーシスト・吉田建を中心としたラテンミュージックバンドLATINA FUJIYAMAに加入した。
- 以前の所属事務所はスターダストプロモーション。
- シューズブランド「casa do pe」を手がけている。
- 2011年1月、Jリーグ川崎フロンターレの応援番組「ファイト!川崎フロンターレ」（tvk）の5代目MCに抜擢された。

## 人物
2013年10月25日、氣志團のベーシスト白鳥松竹梅と結婚。2014年6月に第1子女児、2017年4月に第2子男児、2020年に第3子を出産した。

## 主な出演

### CM
- 花王 「フレグランスニュービーズ」（2018年）
- FANCL カロリミット 『いっぱい食べる君が好き♪　女性』篇　（2010年）
- 日産・マーチ 『シンプルなルール』篇　（2008年 2010年）
- リクルート ゼクシィ 『イェーイ』篇、『頼もしい?』篇（2009年 2010年）
- キャドバリー・ジャパン リカルデント スマートタイム   『世界お姫様会議』篇 （2008年）
- マクドナルド 『はじける夏・サルサ』篇、 『とろける夏・てりやき』篇 （2008年）
- PARCO（2006年）
- マクドナルド・ピタマック（2006年）
- キユーピーハーフ（2005年）
- 資生堂・マシェリ（2003年）

### テレビ
- キュートな彼女 （2008年、メ〜テレ）
- Future Tracks→R （2008年、テレビ朝日）
- ファイト!川崎フロンターレ（2011年1月 - 2012年12月、tvk）

### 雑誌
- CUTiE
- ELLE JAPON
- JILLE
- mini
- NYLON
- Olive
- PS
- SEDA
- SEVENTEEN
- spring
- SPUR
- Soup.
- Zipper
- 装苑
- VOGUE
- ひよこクラブ[7]。

### カタログ
- FAMOUZ

### ショー
- earth music ＆ ecorogy
- ERI MATSUI
- F*mode
- hiromichi nakano
- lad musician
- LIMI feu

### その他
- 電気グルーヴ　「Nothing's Gonna Change」CDジャケット